# Mono- och diglyceriders mono- och diacetylvinsyraestrar
Mono- och diglyceriders mono- och diacetylvinsyraestrar, E472e, är ett emulgeringsmedel som används vid bakning för att stärka degen genom att bygga ett starkt nätverk av gluten. Det används i bröd med hård skorpa såsom rågbröd, med en elastisk, seg konsistens, såväl som kakor, salsa, fryst pizza och dressingar.
Tillsatsens exakta mekanism är ej välkänd, men verkar interagera med de hydrofobiska delarna av glutenet och hjälper proteinerna att utveckla sig och forma korslänkade strukturer. Den består av blandade estrar av glycerin i vilken en eller flera av de hydroxylgrupper av glycerin har esterifierats av diacetylvinsyraestrar och av fettsyror. Tillsatsen görs genom att reagera vinsyra (E334) med mono- och diglycerider (E471) som har framställts från ätbara källor. De större komponenterna är en glycerinmolekyl med en stearinsyrarest, en diacetylvinsyrarest och en fri sekundär hydroxylgrupp.
Till skillnad från andra kommersiellt använda degemulgeringsmedel formar inte den här stärkelsekomplex. Dess huvudsakliga funktion är som ett mjukmedel. Vanligtvis är tillsatsen mellan 0,375 och 0,5 procent av den totala mjölvikten inom större delar av den kommersiella bakningen.